# Centaurea tuntasia
Centaurea tuntasia — вид квіткових рослин родини айстрових (Asteraceae). Ареал: Греція (Марафон); вид вважається вимерлим.